# A14 road
A14 road (englisch für Straße A14) ist eine durchgehend mindestens vierstreifig ausgebaute und mit nummerierten Anschlüssen (junctions) versehene Fernverkehrsstraße in England. Sie beginnt im Osten, zugleich als Teil der Europastraße 30, aber nicht als solche beschildert, mit dem Anschluss 62 in Felixstowe, dem wichtigsten Containerhafen der britischen Inseln, trifft nach rund 11 km beim Anschluss 58 auf die A12 road, mit der sie auf gemeinsamer Trasse die Stadt Ipswich südlich umfährt und dabei den River Orwell quert, trennt sich beim Anschluss 55 wieder von der A12, bildet in ihrem weiteren Verlauf einen Teil der Europastraße 24 und führt in nordwestlicher Richtung an Needham Market und Stowmarket vorbei nach Bury St Edmunds (Anschlüsse 42, 43, 44), weiter nach Westen über Newmarket, vom Anschluss 38 bis zum Anschluss 36 mit der A11 road gemeinsam, nach Cambridge, das nördlich umgangen wird. Beim Anschluss 26 trifft sie auf das nördliche Ende des M11 motorway. Von dort führt sie in westnordwestlicher Richtung nach Huntingdon (südliche Umgehung soll Ende 2020 eröffnet werden), kreuzt die A1 road, passiert Kettering, verläuft ein kurzes Stück zwischen den Anschlüssen 8 und 7 gemeinsam mit der A43 road und zwischen den Anschlüssen 10 und 3 mit der A6 road und geht beim Knoten (Catthorpe Interchange) mit dem M1 motorway in den M6 motorway Richtung Birmingham über.